# قاچاقچیان کتاب لیتوانیایی

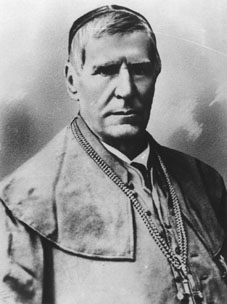
موتیوس والانچیوس، از حامیان رسانه‌های لیتوانیایی در طول ممنوعیت

قاچاقچیان کتاب لیتوانیایی یا حاملان کتاب لیتوانیایی (لیتوانیایی: knygnešys؛ جمع: لیتوانیایی: knygnešiaĩ) در طول ممنوعیت رسانه‌ای لیتوانیایی از ۱۸۴۶ تا ۱۹۰۴ در امپراتوری روسیه، با سرپیچی کتاب‌های چاپ‌شده به زبان لیتوانیایی و به الفبای لاتین را به مناطق لیتوانیایی‌زبان منتقل می‌کردند. قاچاقچیان که در برابر تلاش مقامات روسی برای جایگزینی دستور خط سنتی لاتین با سیریلیک بودند، مواد مورد نیاز چاپ را از مکان‌های دوردستی مانند ایالات متحده آمریکا وارد می‌کردند و نمادی از مقاومت لیتوانیایی‌ها در برابر روسی‌سازی شدند.

## تاریخچه
پس از شورش لهستان-لیتوانی در ۱۸۶۳، دولت امپراتوری روسیه تلاش‌های خود برای روسی‌سازی جمعیت لیتوانیایی و بیگانه‌سازی آن با ریشه‌های تاریخی خود را سرسخت‌تر کرد که شامل آیین کاتولیک که در طول سال‌های حکومت همسود لهستان–لیتوانی گسترش یافته بود نیز می‌شد.
بیشتر کتاب‌ها و نشریات به زبان لیتوانیایی و خط لاتین در آن زمان نخست در لیتوانی صغیر چاپ می‌شدند و سپس به لیتوانی منتقل می‌شدند. اگر قاچاقچیان دستگیر می‌شدند، آن‌ها مورد مجازاتی مانند جریمه، تبعید و از جمله تبعید به سیبری قرار می‌گرفتند. برخی نیز هنگام عبور از مرز مورد اصابت گلوله در سر یا اعدام قرار می‌گرفتند.
در سال‌های پایانی ممنوعیت، حدود ۳۰٬۰۰۰ تا ۴۰٬۰۰۰ کتاب سالانه قاچاق می‌شدند. حدود یک سوم آن‌ها توسط مقامات کشف و ضبط می‌شدند. کتاب‌های لیتوانیایی به تمامی سکونتگاه‌های لیتوانیای می‌رسیدند و بسیاری از بنیادهای قانونی نیز به عنوان مکان‌های مخفی انتقال مورد استفاده قرار می‌گرفتند.
در پروس خاوری از ۱۸۶۴ تا ۱۸۹۶، بیش از ۳٬۵۰۰٬۰۰۰ چاپ در زبان لیتوانیایی انجام شد،: حدود ۵۰۰٬۰۰۰ آغازگر، بیش از ۳۰۰٬۰۰۰ نسخه علمی سکولار، ۷۵٬۰۰۰ روزنامه و انواع دیگر نشریات.
عدم موفقیت این ممنوعیت در پایان سده نوزدهم به رسمیت شناخته شد، و در سال ۱۹۰۴، به بهانه رسمی که اقلیت‌های داخل امپراتوری روسیه پس از شکست در جنگ روسیه و ژاپن باید فرونشانده شوند، ممنوعیت انتشارات زبان لیتوانیایی برداشته شد.